# Giuseppe Fontana (Zisterzienser)
Giuseppe Fontana (* im 18. Jahrhundert; † 21. Januar 1826 in Rom) war ein italienischer römisch-katholischer Geistlicher, Zisterzienser, Abt und Generalabt.

## Leben und Werk
Ignazio Fontana, der den Ordensnamen Giuseppe annahm, war Abt des Klosters Santa Pudenziana der Feuillanten. Nach deren Eingliederung in den Zisterzienserorden war er von 1815 bis 1825 Abt des Klosters Santa Croce in Gerusalemme in Rom und von 1825 bis zu seinem baldigen Tod (als Nachfolger von Sisto Benigni) Generalabt der Zisterzienser (Nachfolger: Venceslao Nasini).